# Austrodecus glaciale
Austrodecus glaciale is een zeespin uit de familie Austrodecidae. De soort behoort tot het geslacht Austrodecus. Austrodecus glaciale werd in 1907 voor het eerst wetenschappelijk beschreven door Hodgson. 